# Île Vilkitski (mer de Sibérie orientale)
L'Île Vilkitski     (en russe : остров Вилькицкого, ostrov Velikitskogo) fait partie de l'archipel de Nouvelle-Sibérie  et est située en mer de Sibérie orientale, au nord des côtes de l'Extrême-Orient russe. Elle se trouve à 76 kilomètres au nord-nord-est de l'île Novaya Sibir. Sur le plan administratif, elle est rattachée à la République de Sakha (Yakoutie) en Russie.

## Géographie
L'île fait partie du groupement des Îles De Long. D'une superficie de 2 km2, elle culmine à 70 mètres. Elle est dépourvue de couverture glaciaire.

## Histoire
L'île Vilkitski a été découverte en 1913 par l'expédition de l'hydrographe Boris Vilkitski menée à bord des navires Taymir et Vaygach. 
Elle ne doit pas être confondue avec deux autres îles portant également le nom de ce scientifique situées l'une dans l'archipel de Nordenskiöld, dans la mer de Kara, et l'autre au large de la côte est de la péninsule de Taïmyr, dans la mer des Laptev.